# Phalacrocorax fuscescens
Phalacrocorax fuscescens là một loài chim trong họ Cốc.
Đây là loài đặc hữu Úc. Loài chim cốc này phần lớn ăn các loài cá ven biển nhỏ, chúng lặn ở độ sâu đến 12 m. Người ta đã thấy chúng bắt con cá dài đến 50 cm. Đôi khi chúng bắt cá theo đàn, rõ ràng trong một cách có tổ chức.

## Phạm vi phân bố
Nó được tìm thấy dọc theo phần lớn bờ biển phía nam của Úc từ miền đông Victoria đến Cape Leeuwin, Tây Úc, cũng như xung quanh bờ biển của Tasmania và các hòn đảo của eo biển Bass.
Không giống như chim cốc khác được tìm thấy khắp nơi trên lục địa Úc, môi trường sống của chim cốc mặt đen duy nhất ở biển và ven biển.